# NetWare Core Protocol
NetWare Core Protocol (NCP) è un protocollo di rete usato in alcuni prodotti della Novell, Inc. Viene solitamente associato con il sistema operativo NetWare, ma parti di esso sono state implementate in altre piattaforme quali Linux, Windows NT e diverse versioni di Unix.
Viene impiegato per accedere a file, stampanti, directory, sincronizzazione del tempo, messaggistica, esecuzione remota dei comandi e altre funzioni dei servizi di rete. TCP/IP e IPX/SPX (obsoleto, supportato solo su NetWare) sono i protocolli sottostanti che lo supportano. Le implementazioni su TCP/IP usano la porta 524 TCP/UDP e si affidano a SLP per la risoluzione dei nomi.
Novell eDirectory usa NCP per sincronizzare i cambiamenti dei dati tra i server di un albero del servizio di directory.

## Implementazioni lato server
- Novell Open Enterprise Server
- Novell NetWare
- mars_nwe, un emulatore open source di NetWare 3.x.
- File and Print Services for NetWare della Microsoft
- Diversi dispositivi NAS

## Implementazioni lato client
- Novell Client per Windows 2000/XP/2003 di Novell.
- Novell Client per Windows 95/98 di Novell.
- Novell Client per Linux di Novell.
- NetWare Client per DOS Archiviato il 20 luglio 2008 in Internet Archive. di Novell - non più supportato ufficialmente.
- NetWare Client per Mac OS X di Prosoft Engineering.
- ncpfs, un client NCP open source per Linux.
- Client Service for NetWare di Microsoft.